# Самит Русије и САД 2001.
Самит Русије и САД 2001, такође познат као самит у Словенији 2001. или самит Буш—Путин, био је састанак између председника Сједињених Америчких Држава Џорџа В. Буша и председника Руске Федерације Владимира Путина. Одржан је 16. јуна 2001. године на имању Брдо код Крања у северној Словенији. Домаћини су били тадашњи премијер Словеније Јанез Дрновшек и председник Словеније Милан Кучан.
Председници Буш и Путин су разговарали о широком спектру политичких питања и успоставили дипломатски случај за будућу сарадњу и преговоре. Ово је уједно било и прво Бушово званично путовање у Европу као председника Сједињених Држава.

## Резиме
Пре него што су се Буш и Путин састали приватно, сваки од њих се састао са премијером Словеније Јанезом Дрновшеком и председником Словеније Миланом Кучаном. Разговори Дрновшека и Кучана са Путином били су фокусирани на ситуацију у југоисточној Европи, посебно у Македонији. Кучан је упознао Путина са договором постигнутим у петак у Скопљу да се започне дијалог о уставним прилагођавањима.
У разговору са Бушом, Дрновшек и Кучан су се фокусирали на ширење НАТО-а и партнерство између Европе, САД и Русије. Буш није отишао толико далеко да понуди позив за чланство у НАТО-у како су многи сумњали. Он је једноставно поновио став који је раније заузео током свог путовања, да подржава ширење НАТО-а и да је сигуран да ће на самиту следеће године у Прагу бити позване нове чланице.
После састанака, Ројтерс је цитирао Бушове речи „Позвао бих људе који траже добро место за одмор да дођу овде“. Амерички председник је очигледно био прилично импресиониран Дрновшеком, Кучаном и самом Словенијом и јавно је захвалио Дрновшеку "на гостопримству у овој спектакуларној, прелепој земљи".
Самит су обе стране оцениле као успешан иако је оставио Русију и САД мало ближе решавању питања која су их поделила. Атмосфера је била пријатељска сарадња са двојицом лидера која је напредовала далеко боље него што се очекивало. Топлина сусрета многе је изненадила. Прво руковање је изгледало круто и непријатно, али после више од сат времена разговора изашли су насмејани са Бушом позивајући руског лидера да посети његов ранч у Тексасу.
Буш је њихов састанак описао као једноставан и ефикасан. Он је рекао да је време да се помакне даље од ставова из периода Хладног рата, од обострано осигураног уништења ка обострано зарађеном поштовању. „Имали смо веома добар дијалог. Успео сам да осетим његову душу. Он је човек који је дубоко посвећен својој земљи и најбољим интересима своје земље и веома ценим искрен дијалог и то је почетак веома конструктивног односа“, рекао је Буш.
Путин је такође сугерисао да су ова два веома различита лидера изградила однос. Поновивши Буша, назвао је Сједињене Државе партнером Русије. Топле речи, незамисливе пре само неколико месеци. Руски лидер је рекао да обе њихове земље сносе посебну одговорност за одржавање мира и безбедности у свету. Међутим, он је упозорио да би свака једнострана акција учинила тај процес компликованијим - што је сигнал да тек предстоје тешке расправе о НАТО-у и америчком систему противракетне одбране.
На завршној конференцији за новинаре, одговарајући на питање да ли може да верује Путину, Буш је рекао: „Погледао сам човека у очи. Сматрао сам да је веома искрен и достојан поверења – могао сам да осетим његову душу.“ Бушова главна безбедносна помоћница Кондолиза Рајс је касније написала да је Бушова фраза била озбиљна грешка. "Никада нисмо успели да побегнемо од перцепције да је председник наивно веровао Путину, а затим био издат."

## Америчка агенда
Следеће су биле кључне тачке разговора америчке делегације према Аријелу Коену:
- Даља смањења њихових стратешких нуклеарних арсенала;
- Ширење руског оружја за масовно уништење и сродних технологија на пролифераторе као што су Кина и непокорне[појаснити] државе као што су Северна Кореја, Иран и Ирак;
- Развој и распоређивање глобалне противракетне одбране под водством САД;
- Последице успостављања формалних регионалних савеза са Кином, Ираном или другим државама непријатељским према Сједињеним Државама;
- Суверенитет и територијални интегритет Нових независних држава, посебно Украјине и Грузије;
- Економске везе и приступање Русије Светској трговинској организацији (СТО); и
- Напори да се повећа слобода штампе у Русији и фокусирање на лоше стање Русије у погледу људских права у Чеченији.

## Руска агенда
Разговори о непосредној претњи исламистичких напада на домовину САД која долазе из Авганистана вођени су након што је Путин упозорио Буша и Кондолизу Рајс на опасност. Обојица су то одбацили као личну горчину због совјетског неуспеха у Авганистану, да би напади 11. септембра показали да је Путин био у праву. Рајсова је касније писала о томе у својим мемоарима из 2011. Нема више части: Мемоари мојих година у Вашингтону:
„Путин је изненада покренуо проблем Пакистана. Он је осудио режим Первеза Мушарафа због његове подршке екстремистима и због повезаности пакистанске војске и обавештајних служби са талибанима и Ал Каидом. Све те екстремисте је финансирала Саудијска Арабија, рекао је он, и било је само питање времена када ће то довести до велике катастрофе... Путин је, међутим, био у праву.“

## Даље читање
- Goldgeier, James, and Michael McFaul. "George W Bush and Russia." Current History 101.657 (2002): 313+.
- Herspring, Dale R., and Jacob Kipp. "Understanding the Elusive Mr. Putin." Problems of Post-communism 48.5 (2001): 3-17.
- Mattox, Gale A. "Resetting the US–Russian relationship: is ‘cooperative engagement’possible?." European security 20.1 (2011): 103-116.